# Martin Högstrand
Martin Högstrand, född  1978, är en finlandssvensk författare litteraturvetare, matematiker och musiker. Han är pianist och har varit musikskribent i Nya Åland och också arbetat som lärare på  Ålands lyceum.  